# Bruno Rossi
Bruno Benedetto Rossi (Venezia, 13 aprile 1905 – Cambridge, 21 novembre 1993) è stato un fisico italiano naturalizzato statunitense.

## Biografia
Nato a Venezia da una famiglia ebraica, era il maggiore dei tre figli di Rino Rossi e Lina Minerbi. Suo padre era un ingegnere elettrotecnico che partecipò alla elettrificazione di Venezia. Compiuti gli studi universitari in fisica tra le Università di Padova e di Bologna (dove si laureò nel 1927), dal 1928 al 1932 fu assistente di Antonio Garbasso all'Università di Firenze, dove fondò la scuola fiorentina di fisica dei raggi cosmici presso l'Istituto di Fisica da poco costruito ai piedi della collina di Arcetri in prossimità dell'Osservatorio astrofisico.
Qui ad Arcetri, nel 1930, Rossi perfezionò la tecnica di coincidenza, costruendo circuiti che consentivano di collegare rivelatori posti a grandi distanze. Nello stesso anno utilizzò il campo magnetico terrestre per misurare se le particelle cosmiche fossero in prevalenza positive o negative: nel primo caso, l'interazione con il campo magnetico terrestre le avrebbe fatte apparire come provenire in prevalenza da ovest; nel caso di una prevalenza di particelle negative, esse sarebbero arrivate soprattutto da est (effetto est-ovest). Eseguì la misura ad Arcetri, in un esperimento dal risultato ambiguo.
Rossi progettò anche un nuovo circuito costituito da triodi e da contatori di Geiger-Müller, grazie al quale si evidenzia l’enorme potere di penetrazione dei raggi cosmici, in grado di attraversare strati di piombo di oltre un metro.
Nel 1932 divenne professore di fisica sperimentale all'Università di Padova e, in seguito, si prodigò per la costruzione dell'attuale dipartimento di fisica. L’istituto che egli progettò, dotato di diversi laboratori all’avanguardia quali un'efficiente officina, una torre per lo studio delle radiazioni cosmiche, e l’impostazione di un acceleratore di particelle di 1 MeV, entrò in funzione a inizio 1937.
Dopo aver perfezionato i suoi strumenti a Padova fece degli esperimenti sulla torre del Palazzo del Bo’. Quindi Rossi programmò una campagna di misure ad Asmara, nell'allora colonia eritrea, perché l'effetto est-ovest doveva essere maggiore in prossimità dell'equatore. Compì il viaggio nel 1933, e dimostrò che i raggi cosmici sono in prevalenza particelle di carica positiva; pubblicò il risultato nel 1934. Rossi fu sfortunato: Luis Álvarez e Arthur Compton avevano ottenuto lo stesso risultato qualche mese prima (ma nel loro lavoro i due colleghi avevano correttamente riferito che l'idea era stata di Rossi).
Nel corso delle sue misure all'Asmara, Rossi ottenne un altro risultato importantissimo. Durante un test delle apparecchiature riportò l'osservazione di scariche quasi simultanee rilevate da contatori Geiger posti su una linea orizzontale, ma molto distanti tra loro. Era la scoperta degli sciami estesi di particelle: ampi sciami di particelle sono generati da raggi cosmici primari ad alta energia che interagiscono con i nuclei d'aria nell'alta atmosfera, dando inizio a una cascata di interazioni secondarie che alla fine porta uno sciame di elettroni, fotoni, muoni a raggiungere il  suolo. Gli sciami di particelle sono la spiegazione diretta del fenomeno di scarica spontanea degli elettroscopi, da cui l'insieme delle indagini sui raggi cosmici era partito all'inizio del secolo.

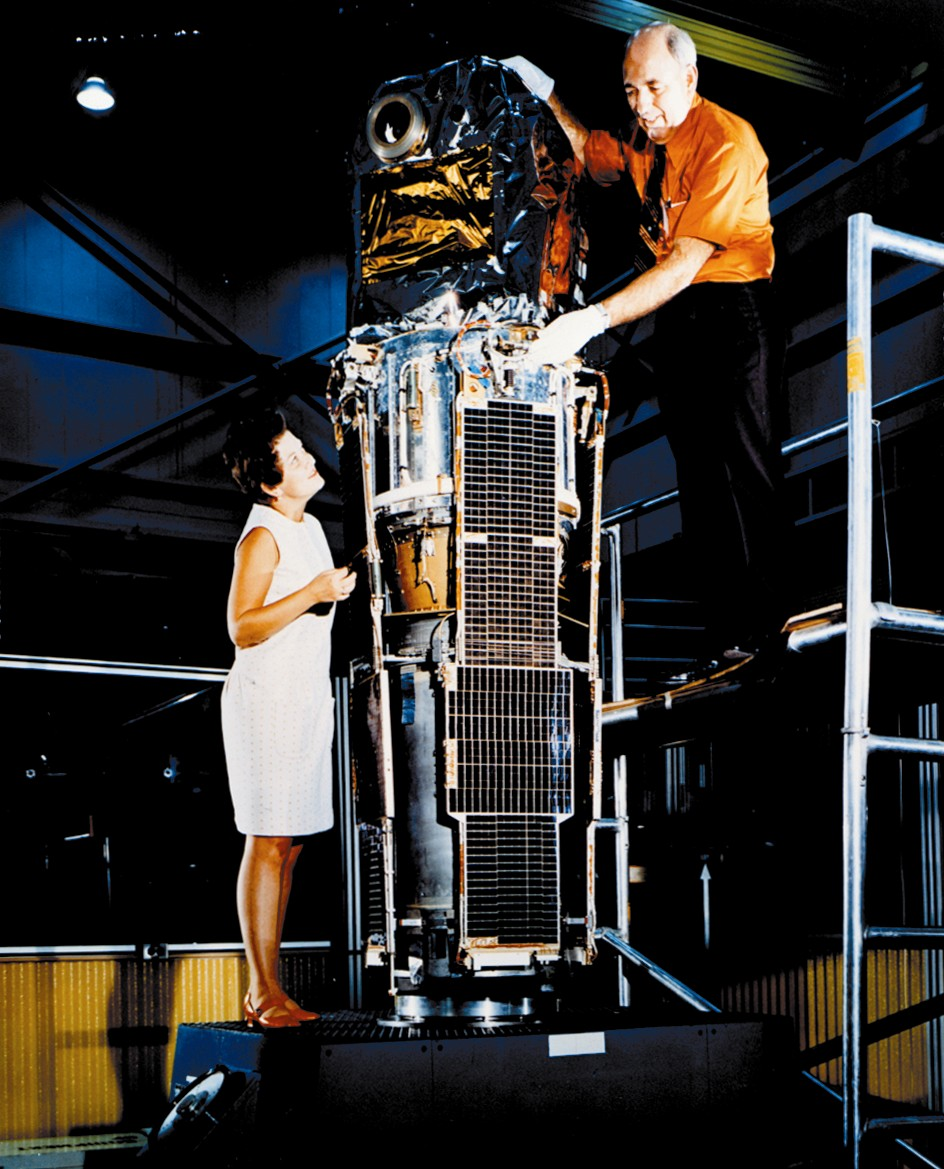
Bruno Rossi mentre ispeziona il satellite Uhuru

Nel 1938, essendo di origini ebraiche, fu costretto a lasciare l'Italia a seguito della promulgazione delle leggi razziali fasciste. Si spostò dapprima a Copenaghen, ospite di Niels Bohr, poi in Gran Bretagna, infine negli Stati Uniti. Tra il 1939 e il 1943 soggiornò prima all'Università di Chicago e poi alla Cornell University. È in questo periodo (1940) che, assieme a Hall, realizzò il celebre esperimento con i muoni atmosferici, noto come esperimento di Bruno Rossi e David B. Hall, i cui risultati confermarono la previsione relativa alla dilatazione dei tempi e alla contrazione delle lunghezze contenuta nella teoria della Relatività ristretta
Tra il 1943 e il 1945, insieme a Enrico Fermi e Emilio Segrè, partecipò al progetto Manhattan nei Laboratori nazionali di Los Alamos per la realizzazione della prima bomba nucleare. La partecipazione al progetto, dietro invito di Fermi, fu accettata dopo molte esitazioni, con la speranza che si trattasse solo di una "dimostrazione". Dopo le esplosioni di Hiroshima e Nagasaki e la seguente corsa agli armamenti nucleari, il fisico italiano riesaminò le proprie posizioni e negli anni ottanta manifestò una netta opposizione al progetto di scudo spaziale di Ronald Reagan.
Dal 1946 al 1970 insegnò al Massachusetts Institute of Technology (MIT), dove si affermò come una delle maggiori autorità internazionali nella fisica dei raggi cosmici e nella ricerca astronomica e spaziale. Nel 1958 fu fondata l'American Science & Engineering (AS&E) all'interno della quale Rossi fu presidente del consiglio di amministrazione e consulente scientifico. L'anno successivo, Rossi chiamò Riccardo Giacconi, con il quale iniziò i primi studi di astronomia a raggi X, che portarono alla messa in orbita del satellite Uhuru e del primo telescopio a raggi X orbitante, l'Osservatorio Einstein. Nel 2002, Giacconi ricevette, proprio per questi lavori, il premio Nobel per la fisica.
Dal 1974 al 1980 Rossi insegnò pure in Italia, ricoprendo la cattedra di complementi di fisica generale all'Università di Palermo.
Considerato il fondatore dell'astronomia a raggi X, Rossi morì nel 1993; è sepolto al Cimitero delle Porte Sante di Firenze.

## Riconoscimenti
- In suo onore la divisione di Astrofisica delle Alte Energie della American Astronomical Society assegna, con cadenza annuale, il Bruno Rossi Prize
- Il satellite Rossi X-ray Timing Explorer ha preso il suo nome
- Nel 1971, l'Accademia Nazionale dei Lincei gli ha conferito il Premio Internazionale Antonio Feltrinelli.[3]
- Nel 1974 gli è stata assegnata la Medaglia d'oro Elliott Cresson[4]
- Nel 1976 gli viene assegnato il Premio Rumford dall'American Academy of Arts and Sciences per gli "studi sulla natura e l'origine dei raggi cosmici"
- Nel 1987 gli è stato assegnato il Premio Wolf per la fisica
- Nel 1991 gli è stata attribuita la Medaglia Matteucci